# (2874) Jim Young
(2874) Jim Young es un asteroide perteneciente al cinturón de asteroides, descubierto el 13 de octubre de 1982 por Edward Bowell desde la Estación Anderson Mesa (condado de Coconino, cerca de Flagstaff, Arizona, Estados Unidos).

## Designación y nombre
Designado provisionalmente como 1982 TH. Fue nombrado Jim Young en honor al astrónomo estadounidense James Whitney Young.